# Сузгар'євське сільське поселення
Сузга́р'євське сільське поселення (рос. Сузгарьевское сельское поселение) — муніципальне утворення у складі Рузаєвського району Мордовії, Росія. Адміністративний центр — село Сузгар'є.

## Історія
Станом на 2002 рік існували Ключарьовська сільська рада (село Ключарьово, присілок Поповка, селища Ключарьовські Виселки, Рибний) та Сузгар'євська сільська рада (село Сузгар'є).
24 квітня 2019 року було ліквідовано Ключарьовське сільське поселення, його територія увійшла до складу Сузгар'євського сільського поселення.

## Населення
Населення — 1176 осіб (2019, 1237 у 2010, 1260 у 2002).

## Склад
До складу поселення входять такі населені пункти:
| Населений пункт               | Населення, осіб (2002) | Населення, осіб (2010) |
| ----------------------------- | ---------------------- | ---------------------- |
| Ключарьово, село              | 396                    | 418                    |
| Ключарьовські Виселки, селище | 4                      | 3                      |
| Поповка, присілок             | 2                      | 11                     |
| Рибний, селище                | 26                     | 24                     |
| Сузгар'є, село                | 832                    | 781                    |